# 용산고등학교
용산고등학교(龍山高等學校)는 대한민국 서울특별시 용산구 용산동2가에 있는 공립 고등학교이다.

## 학교 연혁
- 1946년 9월 9일 : 문을 엶. 남자 4학급, 여자 1학급, 250명(3회 졸업생) 입학
- 1950년 5월 5일 : 제1회 졸업
- 1951년 3월 7일 : 부산 송도에 피난, 임시학교 문을 엶
- 1952년 3월 30일 : 제2회, 3회 합동 졸업식
- 1953년 9월 18일 : 서울 본교로 돌아옴
- 1954년 7월 1일 : 미군으로부터 용산고 본관 인수
- 1961년 7월 4일 : 용산중고등학교 시기가 시작
- 1974년 1월 14일 : 용산고 부설 방송통신고교 개교
- 1974년 3월 : 고교평준화 조치로 28회 졸업생 첫 입학
- 1982년 4월 10일 : 강당, 새로이 지어 낙성식 가짐
- 1993년 10월 : 본관에 '비룡관' 개관
- 1997년 1월 4일 : 멀티미디어실 완성
- 1999년 10월 5일 : 지하 1층, 지상 7층의 본관 건물 완공
- 2011년 9월 2일 : 기숙생활관 신축
- 2021년 3월 1일 : 제32대 송태영 교장 취임
- 2022년 2월 9일 : 제73회 328명 졸업(총 39,885명)
- 2022년 3월 2일 : 신입생 248명 입학
- 2025년 3월 1일 : 제33대 김진효 교장 취임

## 참고 자료
- 용산고등학교 - 한국교육학술정보원 학교알리미